# Valavoire
Valavoire település Franciaországban, Alpes-de-Haute-Provence megyében. Lakosainak száma 39 fő (2022. január 1.). Valavoire Authon, Bayons, Châteaufort, Clamensane és Saint-Geniez községekkel határos.

## Népesség
A település népessége az elmúlt években az alábbi módon változott:
| Lakosok száma | 45   | 45   | 40   | 34   | 41   | 43   | 40   | 39   | 37   | 39   |
|               | 1968 | 1982 | 1990 | 2006 | 2013 | 2015 | 2017 | 2019 | 2020 | 2022 |